# Уличное искусство в Нижнем Новгороде

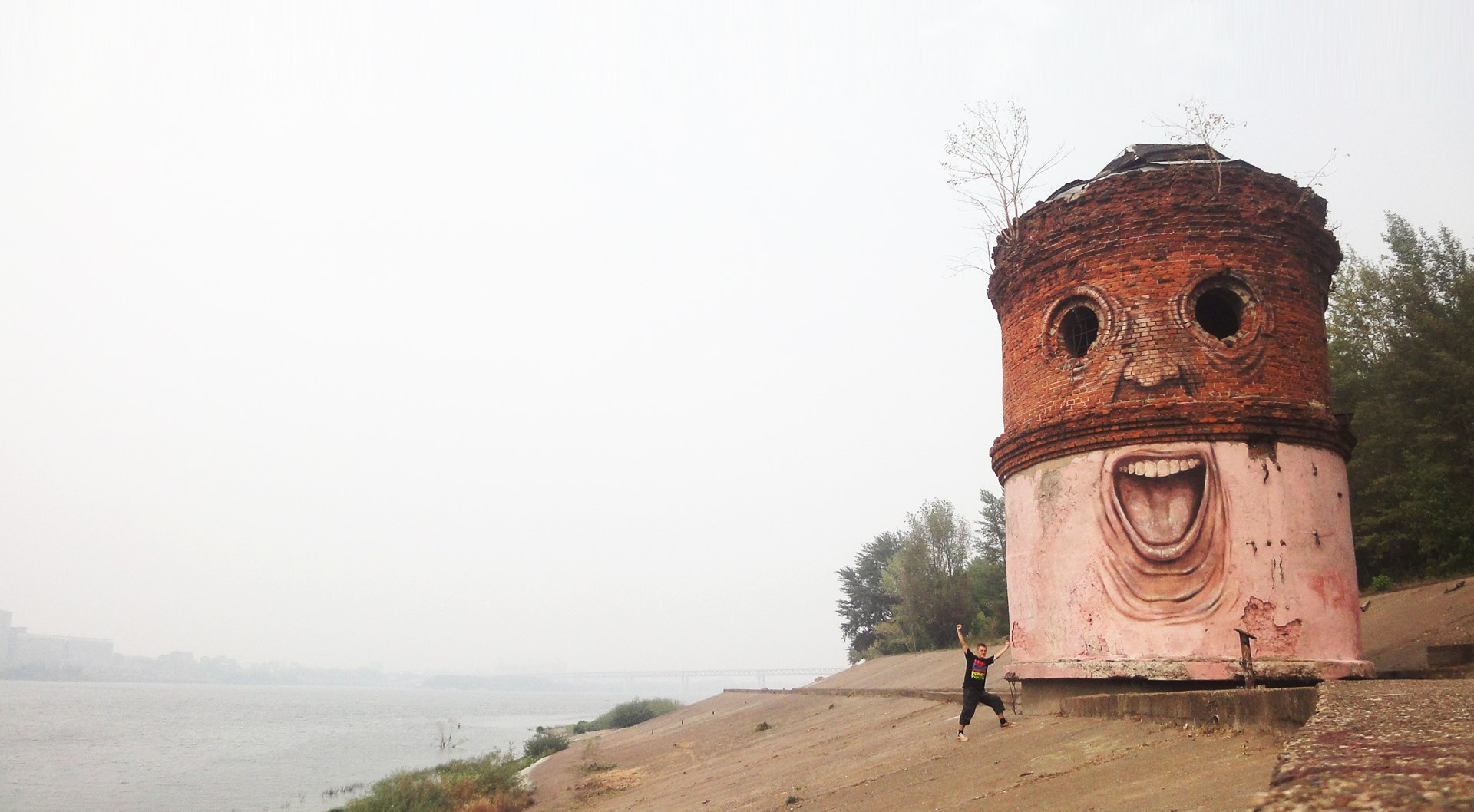
«Большой брат» — граффити на башне водопроводной станции («Куйбышевской водокачки») на ул. Черниговской

Нижний Новгород получил известность в сфере уличного искусства, которое включает в себя многие художественные практики — граффити, стрит-арт, городские интервенции, уличные перформансы и т. д. За несколько десятилетий в Нижнем Новгороде сформировались целые пласты активных и знаковых авторов, появились художественные комьюнити, было организовано множество тематических фестивалей, выставок и мастерских. Нижегородское уличное искусство стало ярким феноменом получив неофициальный статус «Столицы стрит-арта России».
Одной из важнейших особенностей нижегородского стрит-арта последнего десятилетия стало взаимодействие художников с контекстом и историей места. Многие авторы начали работать со старым фондом и руинами города, возникшими в связи с социально-политической обстановкой. В свою очередь городская среда во многом сформировала своеобразный почерк локальной сцены.

## Фестивали

### Фестиваль «Snickers Урбания»
С 2001 по 2010 года в Нижнем Новгороде проходил фестиваль уличной культуры «Snickers Урбания». Фестиваль охватывал такие направления, как: экстремальный спорт, граффити, брейк-данс, битбокс, фристайл. Зона граффити называлась «BombArt». Жюри конкурса — Матрас и Топор из Jam Style Crew & Da Boogie crew. Участники соревнования рисовали на специальных щитах. Для участия в соревновании необходимо принести заранее подготовленный эскиз. Цель фестиваля — дать шанс современной молодёжи заявить о себе и о своём таланте. На главной музыкальной сцене в разные годы выступали: Дельфин, Каста, Noize MC, Bomfunk DJ’s, Лигалайз и др. Среди граффити участников в разные годы были: Александр Stan, Oseck, Dmal, Иван Серый, Максим Трулов и др.

### Фестиваль «Новый Город: Древний»
В 2015 году в Нижнем Новгороде был организован фестиваля уличного искусства «Новый Город: Древний» — художественное переосмысление исторического наследия города, привлечение внимания к его ярким особенностям и проблемам. В 2015 году в рамках фестиваля 8 художников расписали 7 исторических домов, жители которых подали заявки на участие в фестивале. Специально для создания работ каждый художник изучал историю дома, воспоминания живущих в нём жильцов, чтобы создать произведение, которое максимально отражает особенность выбранного места. В 2016 году в рамках фестиваля прошла не только основная программа с росписью домов, но и масштабная выставка в галереи Futuro, показ фильма о жителях-героях программы фестиваля в 2015 году, лекции, мастер-классы, а также экскурсии по объектам уличного искусства. Создатель и идеолог фестиваля — нижегородский художник Артем Филатов.

Нижегородские уличные художники, начиная с 2011 года все чаще стали обращаться к исторической застройке, выбирая ее поверхности в качестве объекта для создания художественной работы, будь то глухая стена или ниши здания. Выбор художников определялся ввиду разных причин. С одной стороны здания, на которых остается художественное высказывание, в своем большинстве забыты, покинуты или давно заброшены. В таком случае создание несогласованной работы в условиях, когда у дома давно нет хозяина, становится наиболее безопасным и комфортным для художника. С другой стороны — это эстетические критерии и исторически сложившиеся особенности места. Деревянная архитектура отражает культурное своеобразие города и подчеркивает его уникальный характер. Художники формируют новые социальные связи, вступая в диалог с жителями домов исторического центра. Последние дают не только свое неформальное согласие художнику на создание работы, но и проявляют настоящее гостеприимство: за чашкой чая делятся историей дома, предоставляют возможность художникам хранить материалы до окончания работ.
Фестиваль уличного искусства «Новый Город: Древний» представляет собой соединение опыта нижегородских уличных художников и активных жителей исторической застройки, которые своими собственными силами сохраняют или защищают уникальные дома Нижнего Новгорода. Одной из целей фестиваля являлась попытка заявить о существовании жильцов старых домов, которые, вопреки устоявшемуся стереотипу, не хотят уезжать, менять деревянный дом на высотку, сами заботятся о том месте, где они живут.

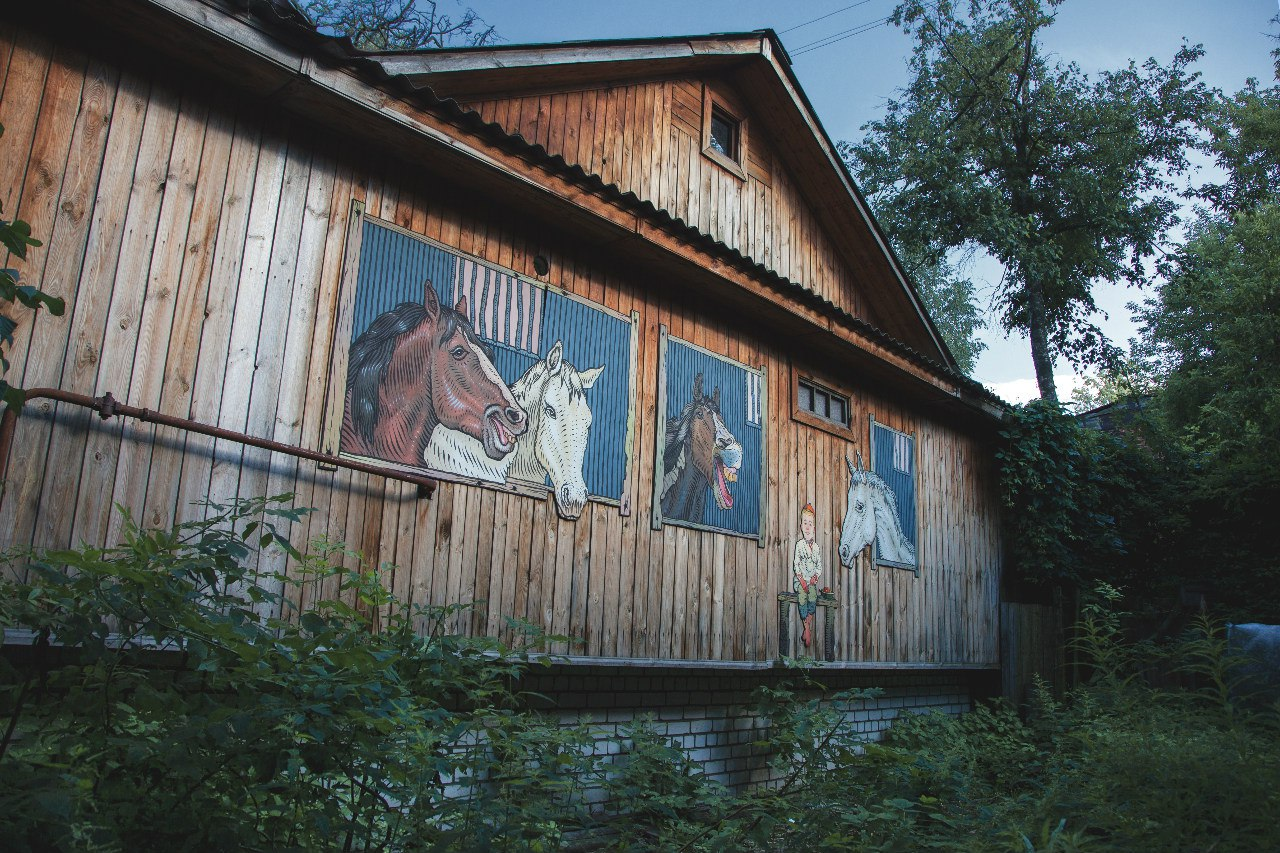
Роман Мураткин (ул. Короленко, 13)
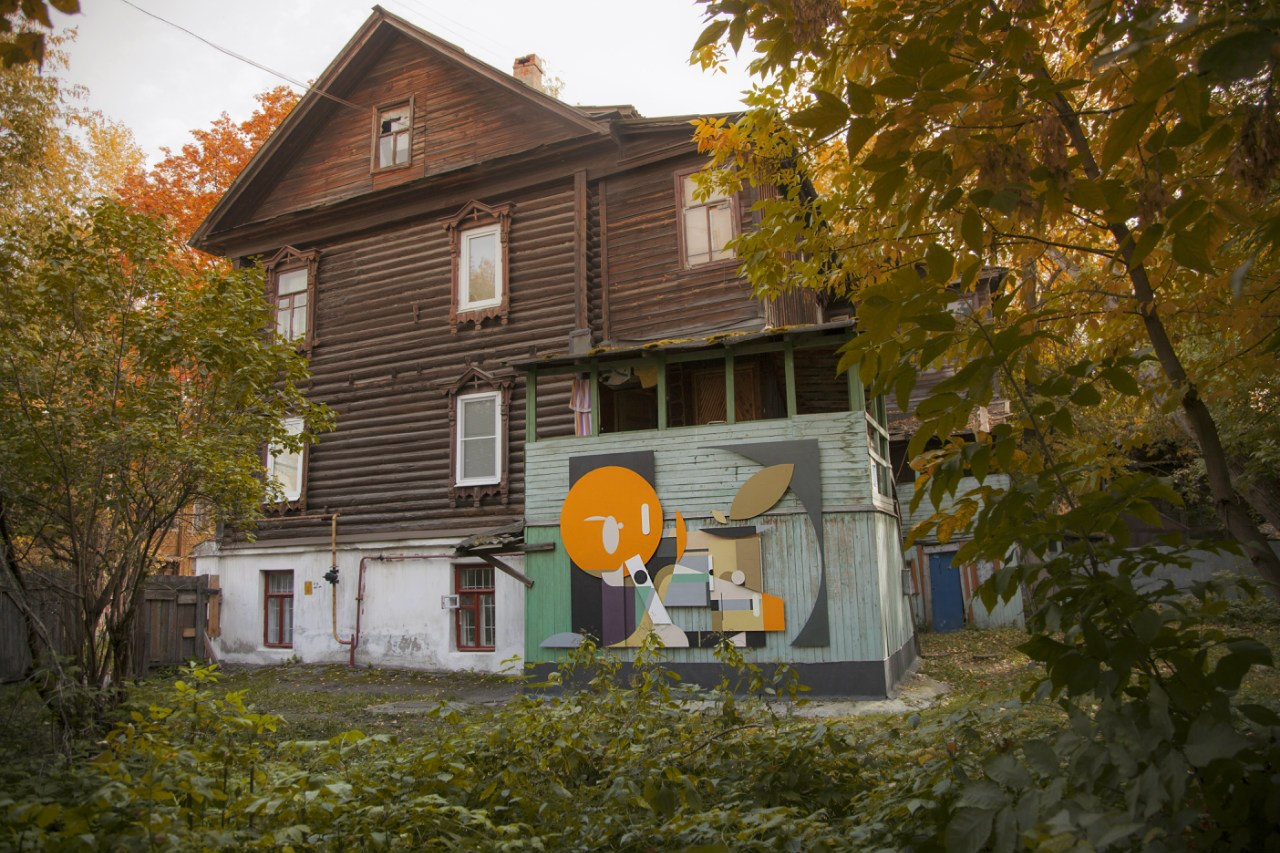
Алексей Лука (ул. Анри Барбюса,17)
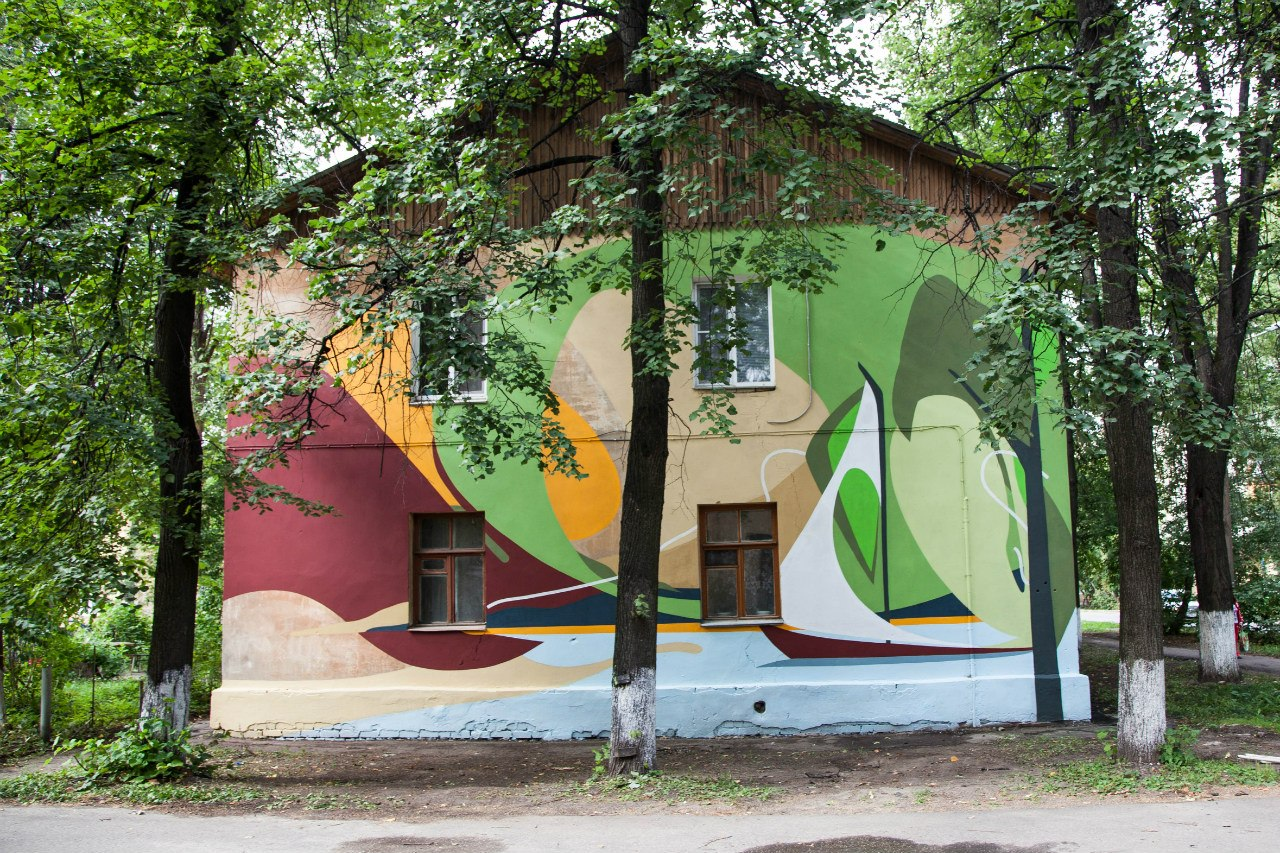
Евгений Диксон (ул. Саврасова, 7)
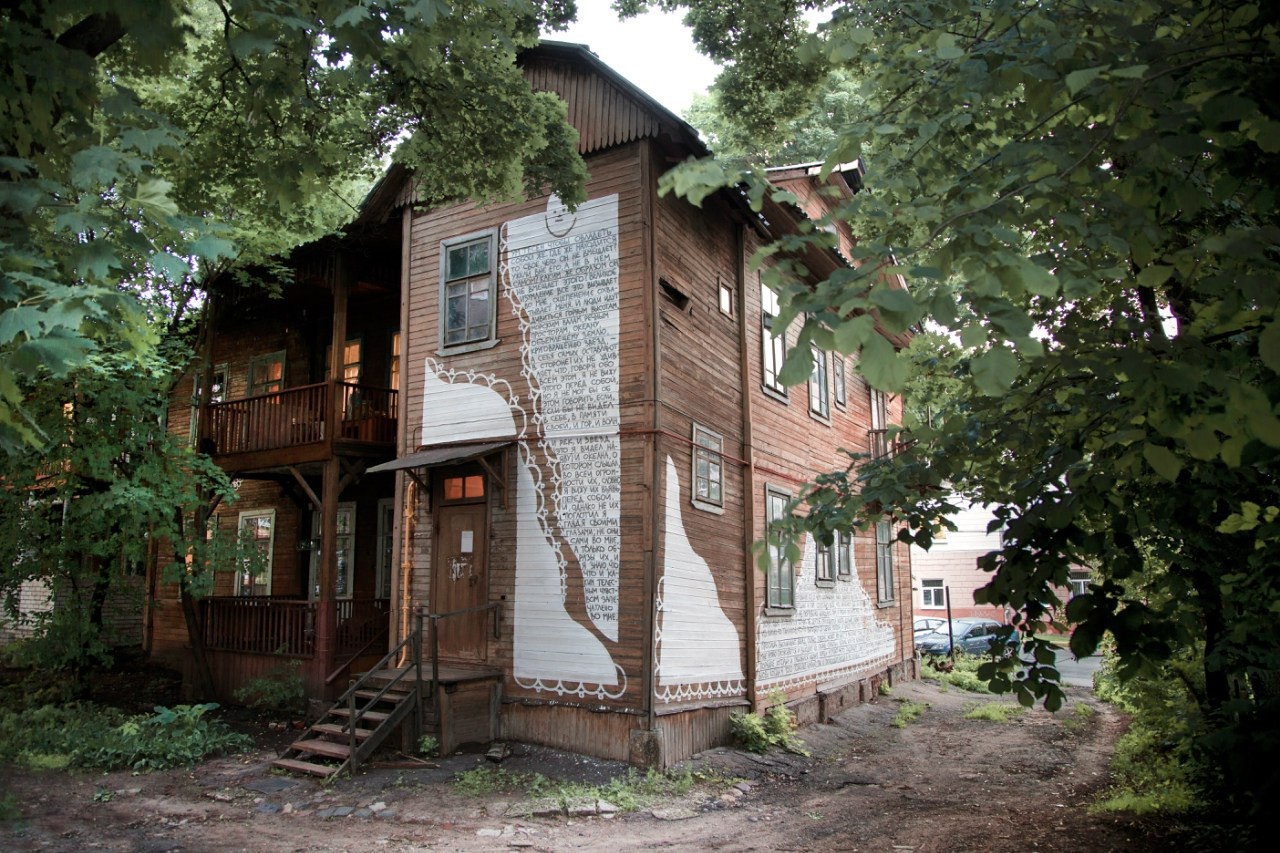
Тимофей Радя и Стас Добрый (ул. Нестерова, 35)
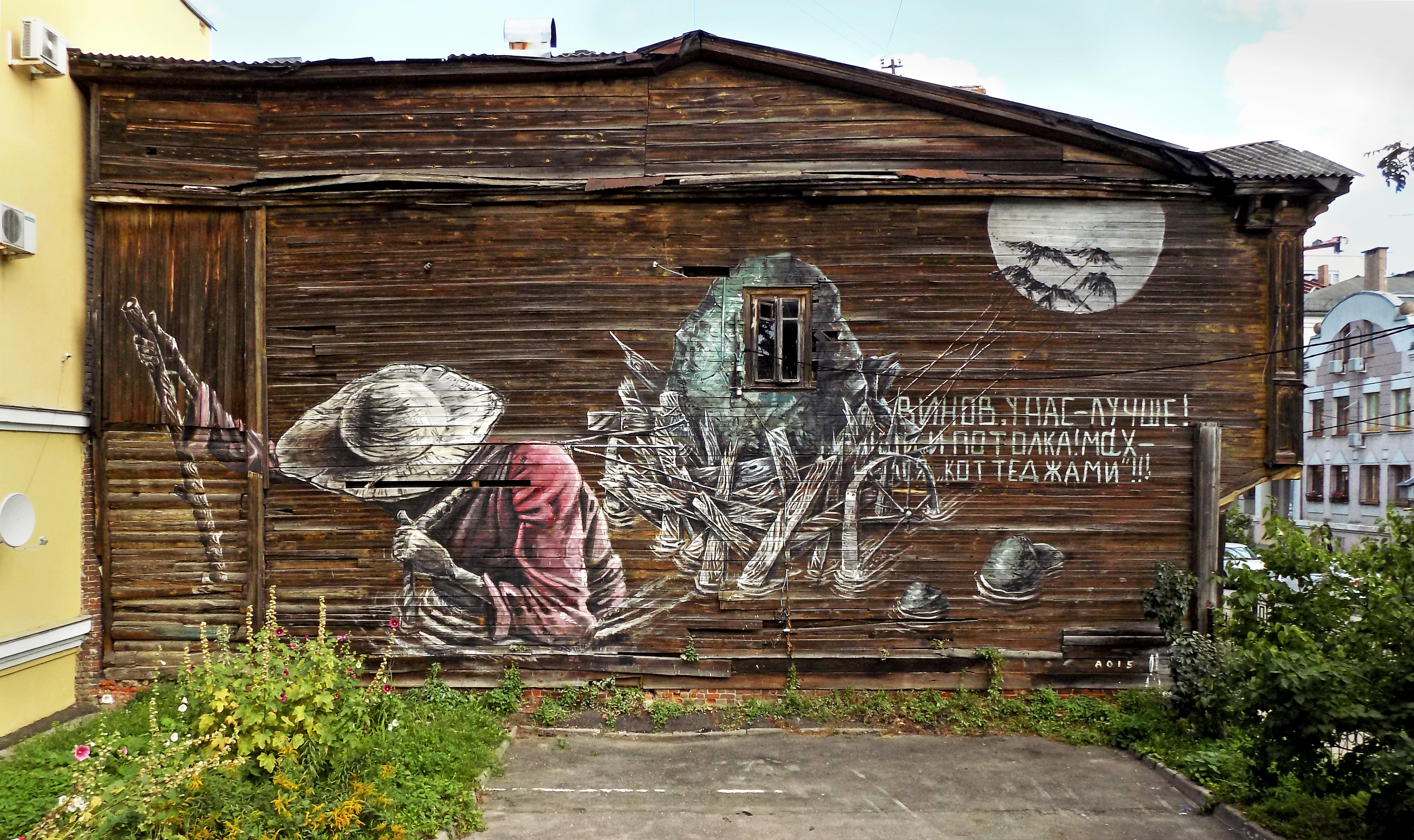
Андрей Оленев (Ул. Славянская, 4)
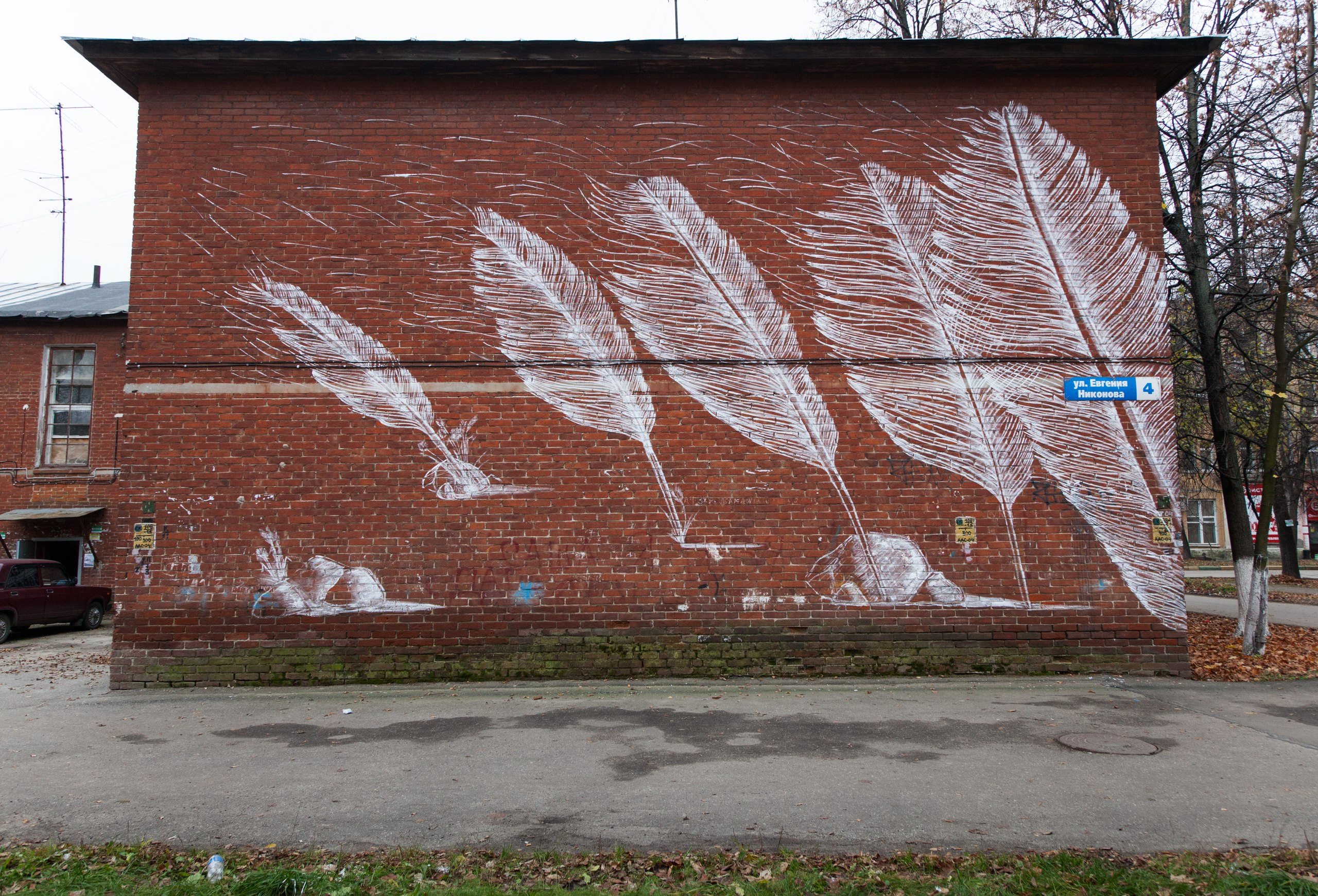
Антон Мороков (ул. Евгения Никонова, 4)

### Фестиваль «Место»
С 2017 года в Нижнем Новгороде проходит международный фестиваль уличного искусства «Место». Основной задачей проекта является переосмысление городской среды Нижнего Новгорода. За первые шесть лет в рамках фестиваля было создано более 250 новых объектов уличного искусства. Участниками стали около 150 художников из разных городов России и из-за рубежа. Проект охватывает многие практики уличного искусства — граффити, стрит-арт, неомурализм, городские интервенции, уличные перформансы, микро-стрит-арт и др. Для многих произведений характерна категория «site-specific» — художественные практики, вдохновленные конкретной локацией, её архитектурой и функционалом. При подготовки эскизов художники изучают исторический контекст делая на него отсылки в своих работах. В рамках фестиваля также были организованы выставки, показы документальных фильмов, экскурсии, мастер-классы и лекции от знаковых представителей стрит-арта и граффити. Создатель и идеолог фестиваля — нижегородский художник Никита Nomerz.

Нижний Новгород — город контрастов, как бы банально это не звучало. Отголоски купечества вступают в симбиоз с индустриальным прошлым, даже ландшафт намекает на то, что городу было суждено стать центром Приволжья, не только крупнейшим торговым центром, но и культурным, вдохновляющим мастеров и художников на создание шедевров. В последние годы в Нижнем Новгороде начала активно развиваться городская среда и уличная культура. Нижегородские стрит-арт художники внесли огромный вклад в это развитие, преобразили дома и улицы города, сделали общественные пространства интересными и приветливыми для жителей и туристов.
За последние 10 лет нижегородский стрит-арт из локальной субкультуры превратился в самостоятельное, полноценное направление в искусстве. Работы нижегородских уличных художников стали узнаваемы за пределами родного города, появились экскурсии по местам стрит-арта.
Особое место в нижегородском стрит-арте занимает фестиваль «Место», организатором которого является нижегородский художник Никита Nomerz. Во многом благодаря фестивалю уличного искусства в столицу Приволжья стали съезжаться художники со всей России и из других стран, а Нижний Новгород негласно прозвали столицей российского стрит-арта. 
В 2022 году впервые в фестивале приняли участие исключительно локальные художники, а создание почти всех работ происходило в партизанском формате. 54 участника сделали более 40 объектов. В пространстве «Кинофактура» прошла презентация «Энциклопедии уличного искусства Нижнего Новгорода» и премьера документального фильма про фестиваль. Основной этап проекта прошел летом. В галерее «9Б» состоялась коллективная выставка «Совместимость». В библиотеке «Партнерского материала» была представлена коллекция печатных изданий, связанных с уличным искусством, и организованы тематические лекции. В пространстве «1221» прошел маркет, на котором художники выставляли на продажу свои работы, печатные издания и мерч. Впервые был организован «Poster jam» – коллективная рассклейка постеров в одной уличной локации. Традиционно было организовано много стрит-арт экскурсий, а также туры в художественные мастерские. Также в рамках проекта был разработан и презентован Spot Bot – онлайн-гид по уличному искусству Нижнего Новгорода.

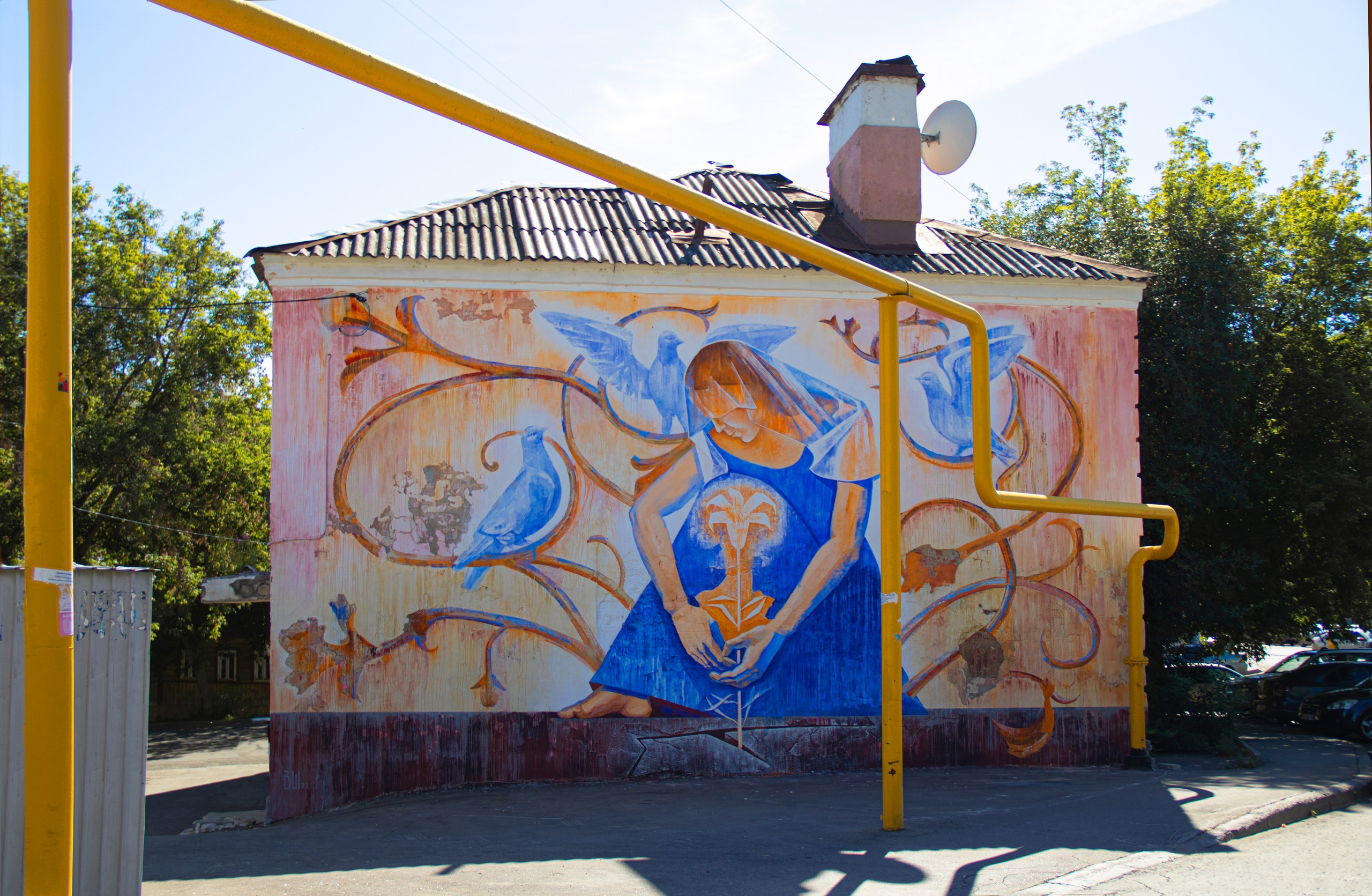
«Сияние», Вера Ширдина (2022)
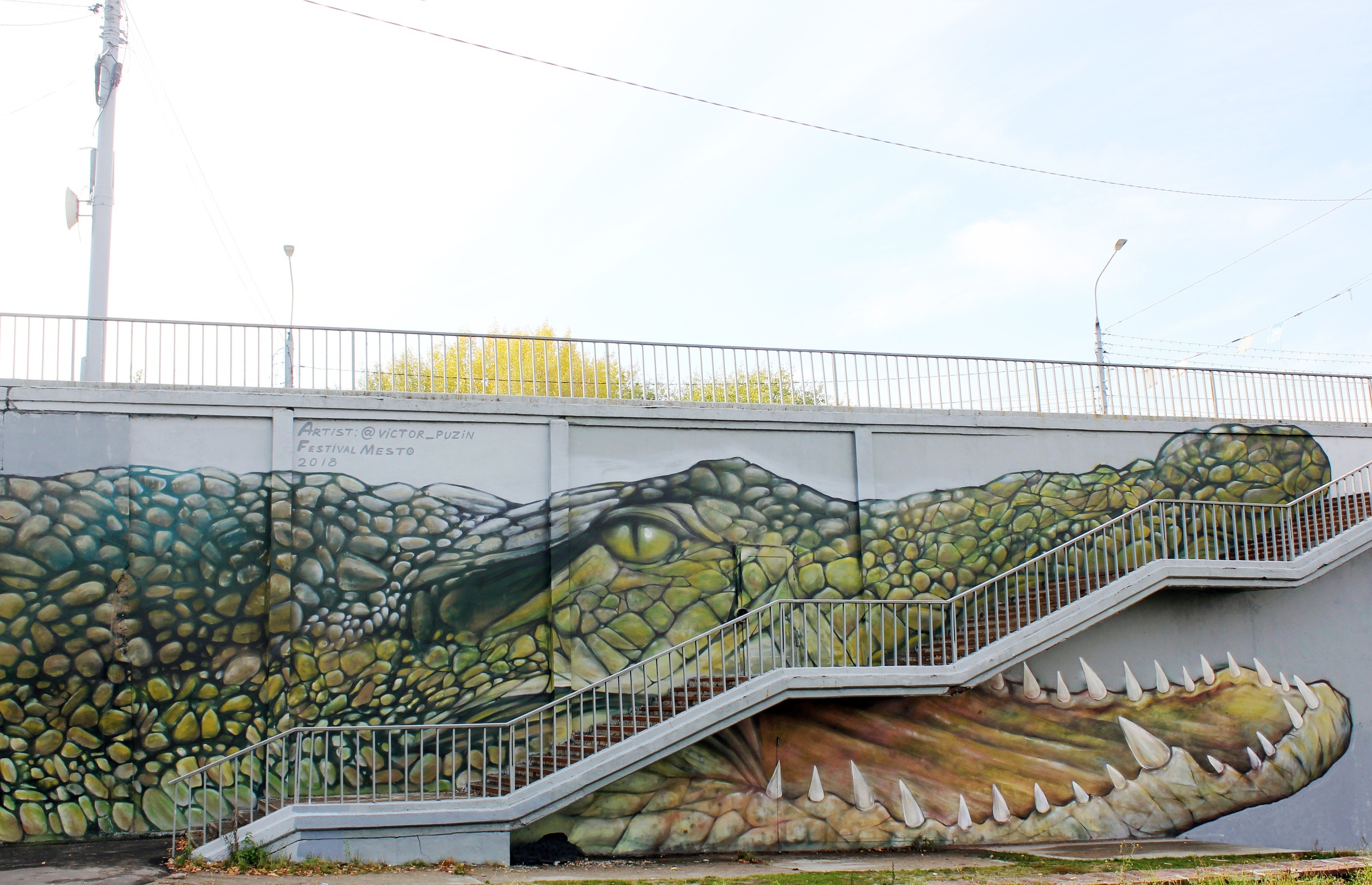
«Крокодил», Виктор Пузин (2018)
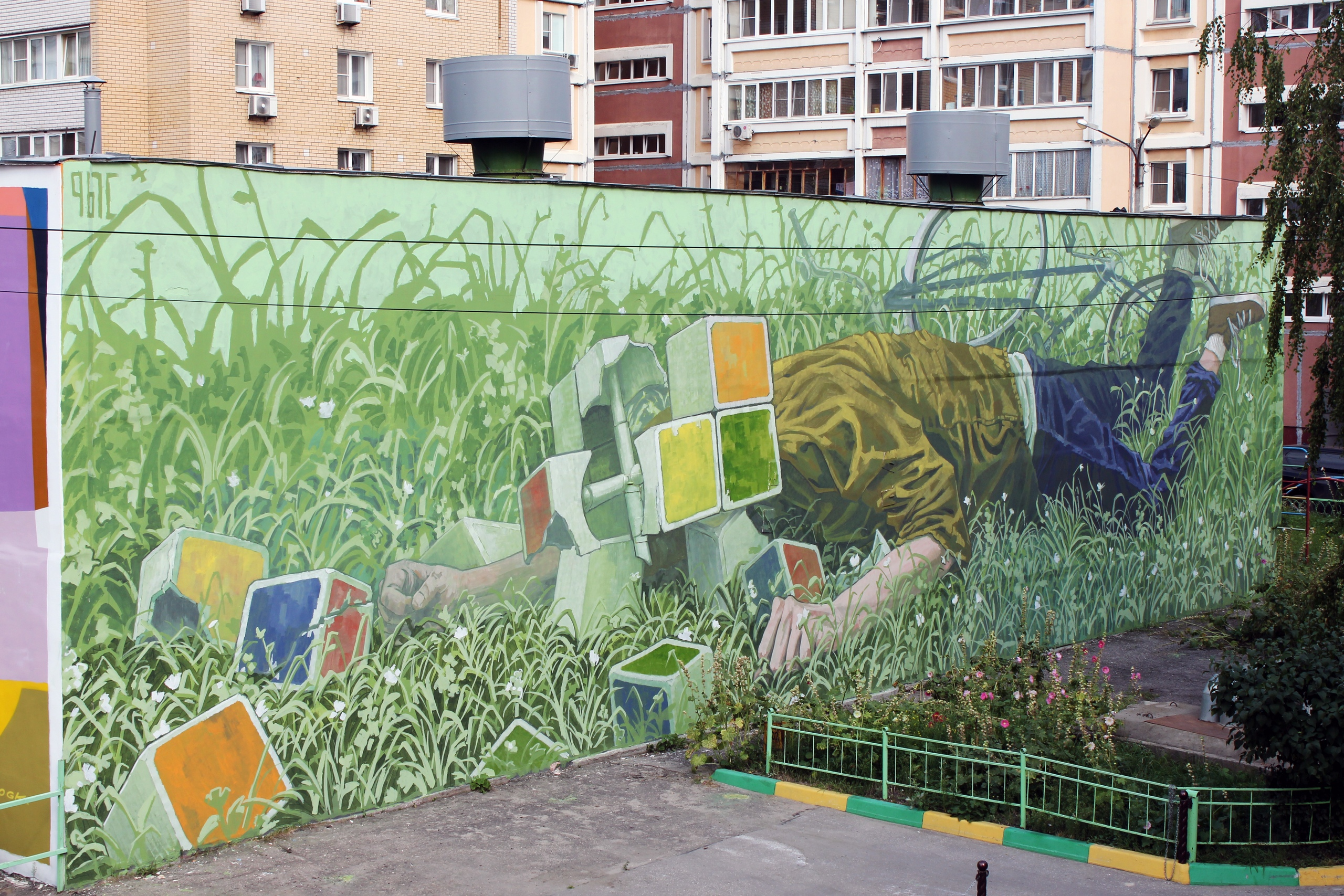
«Падение II», Рустам Qbic (2019)

Участники разных лет: Александр Dyoma (Рязань), Александр Блот (Пенза), Александр Жунёв (Пермь), Алексей Kislow (Севастополь), Алексей Luka (Москва), Анатолий Akue (Москва), Андрей Бергер (Москва), Андрей Оленев (Нижний Новгород), Арт-группа 33+1 (Владивосток), Арт-группа Zuk club (Москва), Владимир Абих (Санкт-Петербург), Дмитрий Аске (Москва), Дмитрий Каштальян (Минск), Иван Найнти (Протвино), Иван Серый (Нижний Новгород), Илья Мозги (Екатеринбург), Кирилл Ведерников (Вязники), Команда Фрукты (Пермь), Костя Zmogk (Москва), Максим Реванш (Екатеринбург), Максим Трулов и Ксюша Ласточка (Нижний Новгород), Марат Morik (Новосибирск), Михаил Psof (Москва), Никита Ходак (Москва), Никита Nomerz (Нижний Новгород), Павел Rtue (Севастополь), Покрас Лампас (Санкт-Петербург), Роман Мураткин (Серпухов), Рустам Qbic (Казань), Слава Птрк (Москва), Стас Багс (Санкт-Петербург), Юрий Аверин (Красноярск), Ян Посадский (Воронеж), Aifo (Тель Авив), Jon (Калининград), NDWZ (Вена), Petro (Москва), Skirl (Вена), Wuper Kec (Нови-Сад), Zak Mini Monster (Москва) и другие.

### Фестиваль «Intervals»
Международный фестиваль аудиовизуального искусства «Intervals» проходит в Нижнем Новгороде с 2017 года . В рамках события задействуют уникальные городские архитектурные площадоки с внедрением медиаинсталляций. Так же в рамках программы проходит культурная и образовательная часть.

В 2019 году московский художник Андрей Бергер расписал здание заброшенного элеватора мукомольного завода на улице Черниговской. Проект был аудиовизуальной коллаборацией с командой Dreamlaser. На время фестиваля роспись здания дополнили анимированной проекцией по технологии paint mapping. Мурал на фасаде элеваторов стал самым масштабным в Нижнем Новгороде. Весной 2020 года заброшенный мукомольный завод с монументальной росписью был снесен. Накануне сноса командой Dreamlaser на стенах завода была создана масштабная видеоинсталляция Game Over. Она демонстрировала постепенное разрушение элеваторов.
Более 80 тысяч человек посетили Международный фестиваль медиаискусства Intervals 2021 в Нижнем Новгороде, еще почти 1,2 млн интернет-пользователей присоединились к программе в режиме онлайн. В качестве локаций были задействованы фасады и внутренние пространства архитектурных объектов Нижнего Новгорода, где были представлены инсталляции ключевых российских и мировых представителей медиаарта. В их числе проекционные инсталляции на фасаде главного ярмарочного дома, на внутреннем фасаде Никольской башни нижегородского Кремля и на втором этаже Красных казарм, видеомэппинги на фасаде бывшей фабрики «Маяк».

### Фестиваль «Rosbank Future Cities»
Летом 2021 года в Нижнем Новгороде состоялся фестиваль цифрового паблик-арта «Rosbank Future Cities». Масштабный проект на стыке современного цифрового искусства, урбанистики и устойчивого развития, призванный способствовать децентрализации культуры. Основной программой фестиваля составили работы пяти молодых художников в дополненной реальности, а также образовательные программы и lперформансы в партнерстве с региональными институциями. AR-работы были расположенных в городских локациях, их авторами стали: Ян Посадский, Софья Скидан, Digital Object Alliance, Анна Таганцева-Кобзева, Кирилл Макаров.

### Фестиваль «Карт-бланш»
В 2022 году в Нижнем Новгороде прошел партизанский самоорганизованный фестиваль уличного искусства «Карт-бланш», изначально проходивший только в Екатеринбурге. Основная идея проекта — дать площадку для свободного самовыражения художников без цензуры, без каких либо согласований. Многие работы имеют социально-политический подтекст, поэтому часть из них были быстро уничтожены. Участниками стали Никита Этогде, Полина Байкова, Lev Kise, Алексей Старков, Анна Нитратова и E1wood, the.lovemarket, Синий Карандаш, Владимир Жирнов-Никитин, Никита Nomerz и Вася Шарапов.

### Фестиваль «Сказки Просвещенца»
В декабре 2022 года в Нижнем Новгороде прошел стрит-арт-фестиваль «Сказки Просвещенца» организованный в маленьком квартале на улице Невзоровых. Квартал строила интеллигенция 1920-х годов. Нижегородские художники, взяв местный контекст,  проявили на нём культурные коды места через свои работы. Идея фестиваля «Сказки просвещенца» родилась во дворах, когда выросшие здесь художники стали анализировать детство, время, прожитый здесь опыт и созданные миры. Ржавые стены гаражей и бесконечные сады, детский взгляд на старое и старинное — это вселенная «просвещенца», которую зритель смог увидеть глазами художника. Художники фестиваля: Елена Лисица, Синий Карандаш, Илья Барабин, Дмитрий Курбатов, Вера Ширдина, Lev Kise, Никита Mera, Никита Этогде, Алексей Старков и др.

## Онлайн карта и экскурсии
В рамках проекта «Место» была создана онлайн карта с отметками уличного искусства Нижнего Новгорода. Карта сформирована на несколько слоев: работы фестиваля «Место», объекты сделанные в рамках других проектов и партизанские работы. А также отдельным слоем формируется утраченные работы. Карта регулярно обновляется и насчитывает более 300 точек.
В Нижнем Новгороде регулярно проходят пешие и автобусные экскурсий по объектам нижегородского уличного искусства. Кроме профессиональных гидов экскурсию проводят нижегородские кураторы и художники.

## Выставки
- 2022 — Коллективная выставка «Оригинала нет» / Россия, Нижний Новгород, Студия «Тихая»
- 2022 — Лена Лисица и Алексей Старков: «Хрупкое»[27] / Россия, Нижний Новгород, Студия «Тихая»
- 2022 — Коллективная выставка «Переходное состояние»[28] / Россия, Нижний Новгород, «Заповедные кварталы»
- 2022 — Антон Мороков: «В ожидании правильного ветра»[29] / Россия, Нижний Новгород, Студия «Тихая»
- 2022 — Коллективная выставка «Совместимость»[30] / Россия, Нижний Новгород, галерея «9Б»
- 2021 — Дмитрии Аске: «Отблеск будущего»[31] / Россия, Нижний Новгород, галерея «9Б»
- 2021 — Оля INEY: «20 кадров в секунду»[32] / Нижний Новгород, культурно-образовательный центр «Terminal A»
- 2021 — Коллективная выставка «ФАН» / Нижний Новгород, культурно-образовательный центр «Terminal A»
- 2020 — Коллективная выставка «Место»[33] / Россия, Нижний Новгород, галерея «9Б»
- 2019 — Марат Morik: «Слабые места»[34] / Россия, Нижний Новгород, галерея «9Б»
- 2019 — Максим Трулов и Ксюша Ласточка: «Your mum`s knight»[35] / Россия, Нижний Новгород, галерея «Futuro»
- 2019 — Иван Серый: «Окраина»[35] / Россия, Нижний Новгород, галерея «Futuro»
- 2019 — Коллективная выставка «Last of» / Россия, Нижний Новгород, галерея «Futuro»
- 2017 — Коллективная выставка «Свежий слой»[36] / Россия, Нижний Новгород, ГЦСИ «Арсенал»
- 2017 — Коллективная выставка «Обратно домой»[37] / Россия, Нижний Новгород, Музей нижегородской интеллигенции
- 2016 — Коллективная выставка «Налицо» / Россия, Нижний Новгород, галерея «Futuro»
- 2015 — Андрей Оленев и Андрей Дружаев: «АА»[38] / Россия, Нижний Новгород, галерея «Толк»
- 2015 — Команда «ТОЙ»: «Что такое хорошо и что такое плохо?» / Россия, Нижний Новгород, галерея «Толк»
- 2014 — Андрей Оленев: «Окна» / Россия, Нижний Новгород, галерея «Толк»
- 2011— Коллективная выставка «SubWay» / Россия, Нижний Новгород, ГЦСИ «Арсенал»
- 2010 — Коллективная выставка «CrossPoint» / Россия, Нижний Новгород, Нижегородский государственный выставочный комплекс
- 2009 — Коллективная выставка «Артерия» / Россия, Нижний Новгород, Центр «Рекорд»

## Галерея работ
Игорь Кобылин, философ, историк культуры, кандидат философских наук, доцент кафедры социально-гуманитарных наук Приволжского исследовательского медицинского университета (ПИМУ), старший научный сотрудник ИОН ШАГИ РАНХиГС: Нижегородское уличное искусство обладает уникальным стилем. Узнаваемый дух местного стрит-арта складывается из особенного подхода к работе со средой и наследием, а также культурными кодами города и его историей. Эти факторы можно проследить в совершенно разных жанрах и у разных поколений нижегородских уличных художников.
«Радио Свобода»: В Нижнем Новгороде, одной из российских столиц стрит-арта, андеграунд вполне уживается с согласованными масштабными работами. А сами работы чаще исчезают вместе со зданиями, а не по воле коммунальщиков.

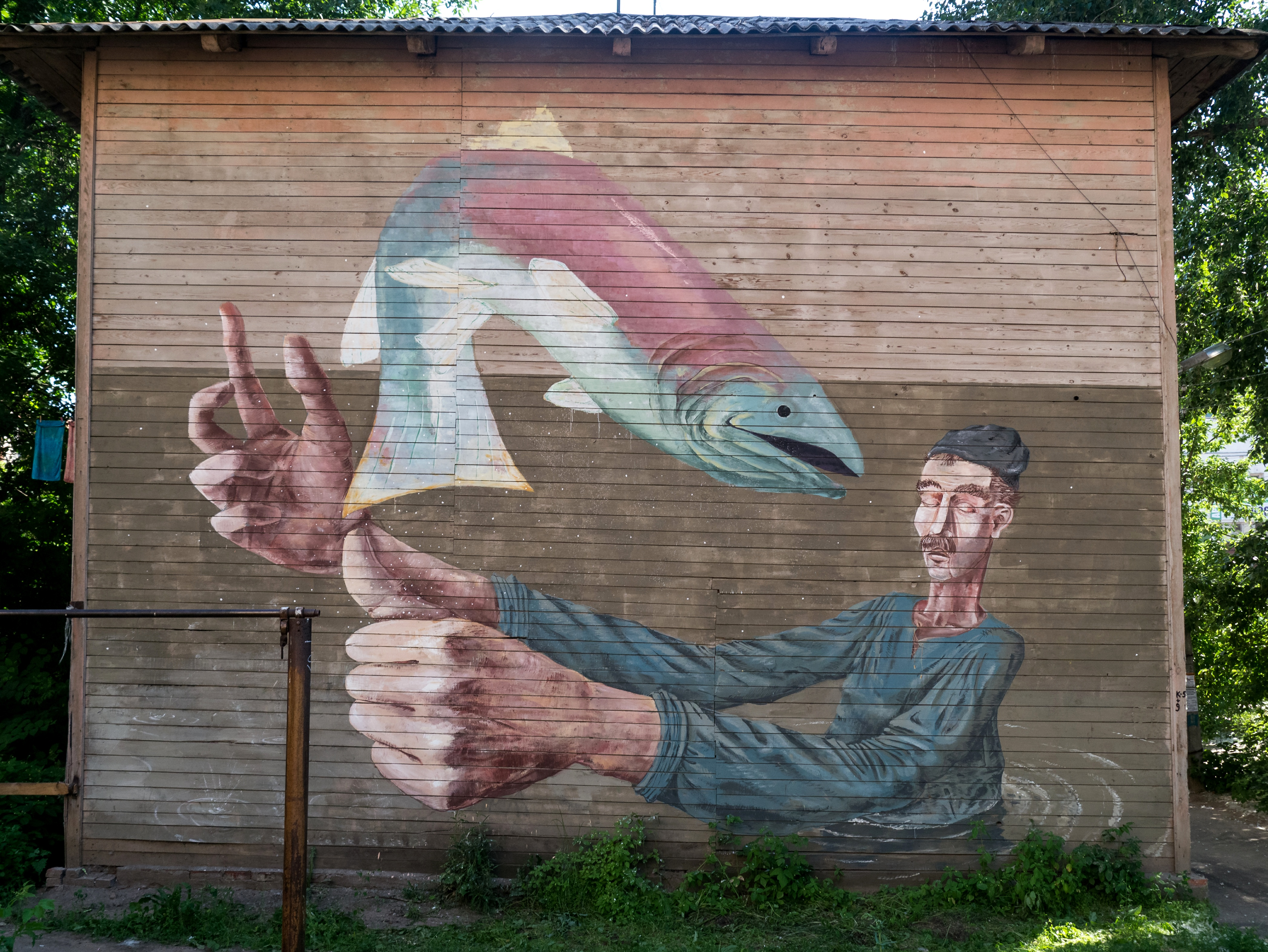
Андрей Оленев, Федор Махлаюк: «Рыба», 2013 (ул. Ковалихинская, 16)
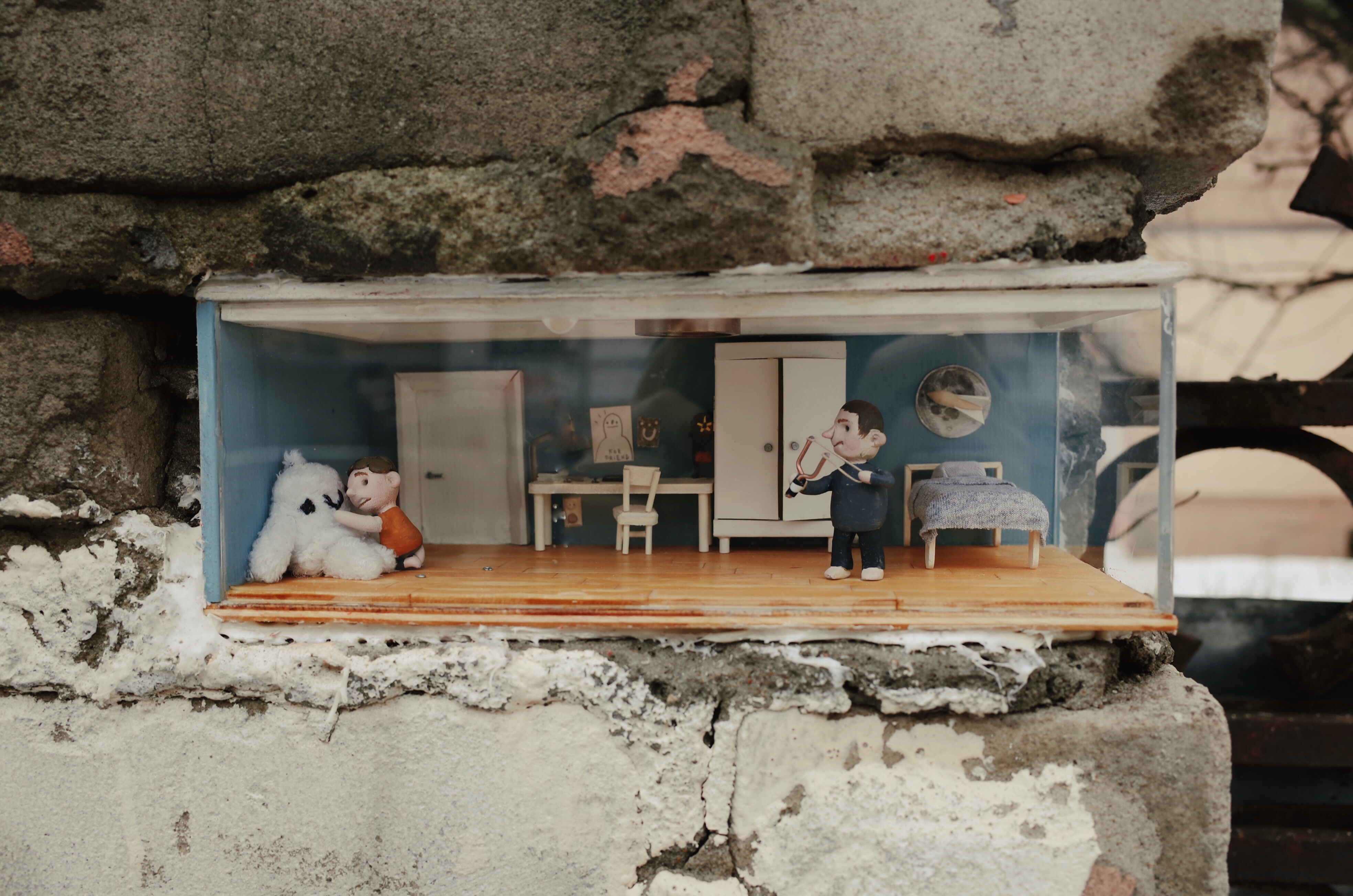
Иван Серый: «Рогатка», 2020 (пер. Холодный, 6)
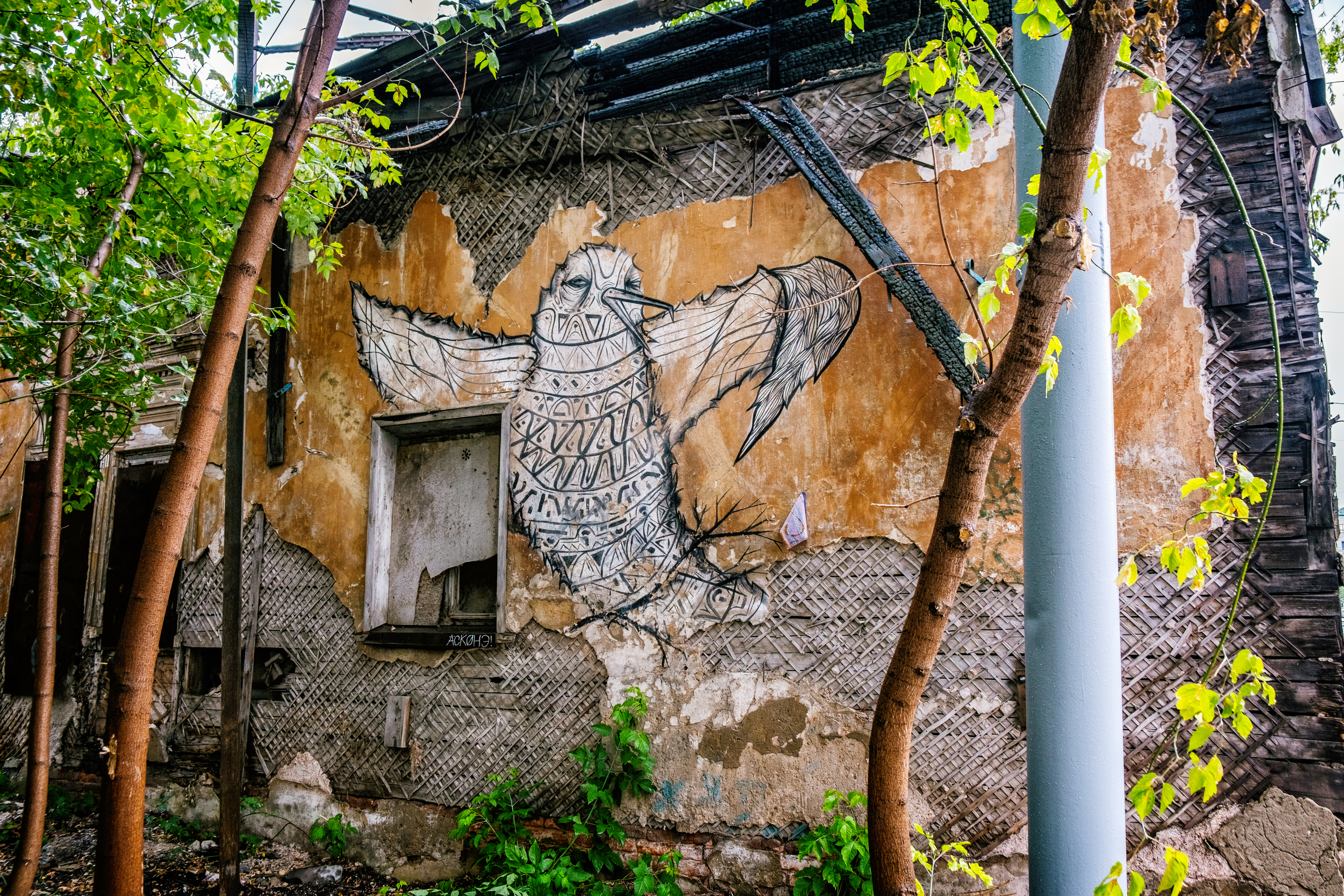
Антон Мороков: «Голос птицы», 2011 (ул. Большая печерская, 12)
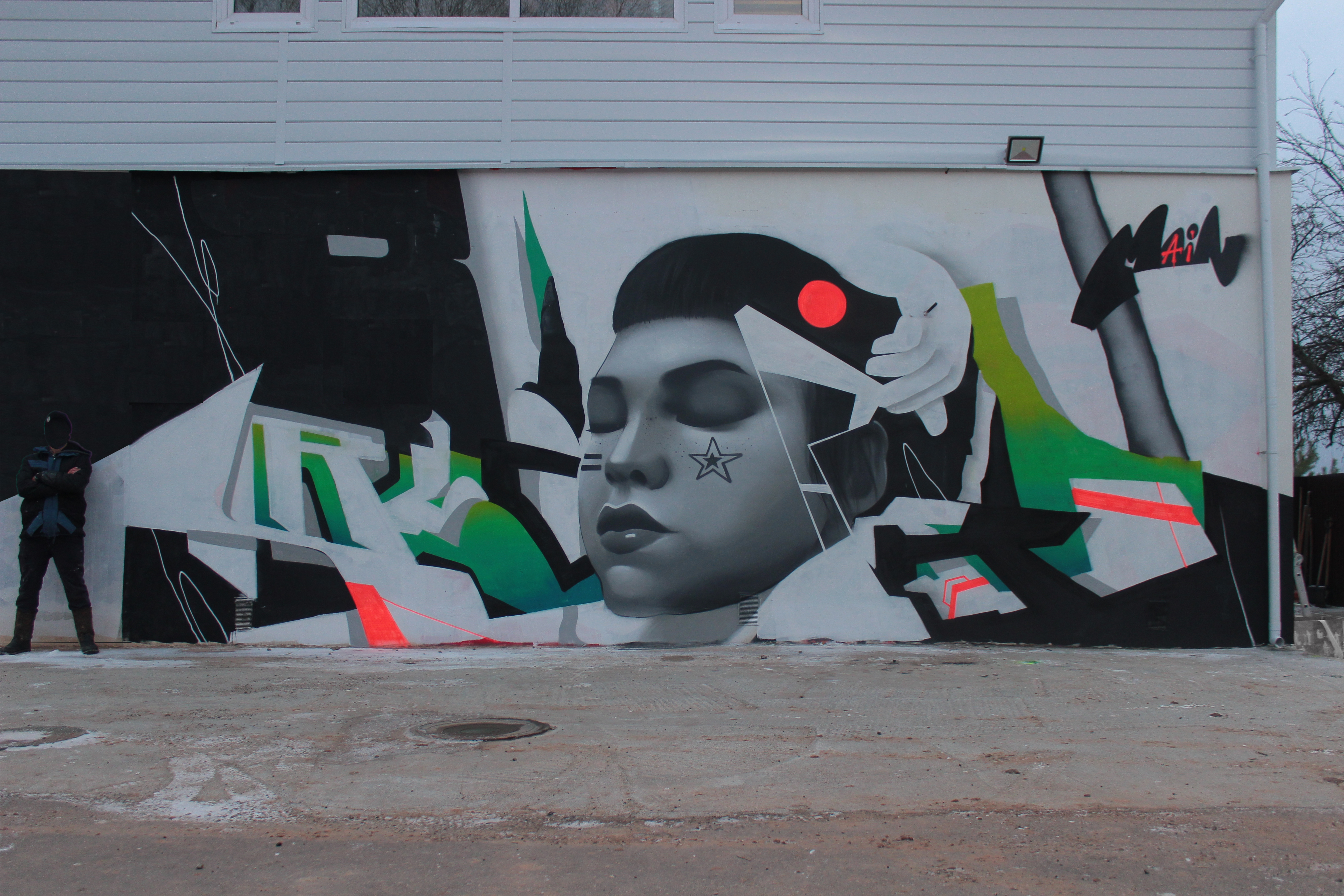
Main: Без названия, 2019 (Нижегородская обл.)
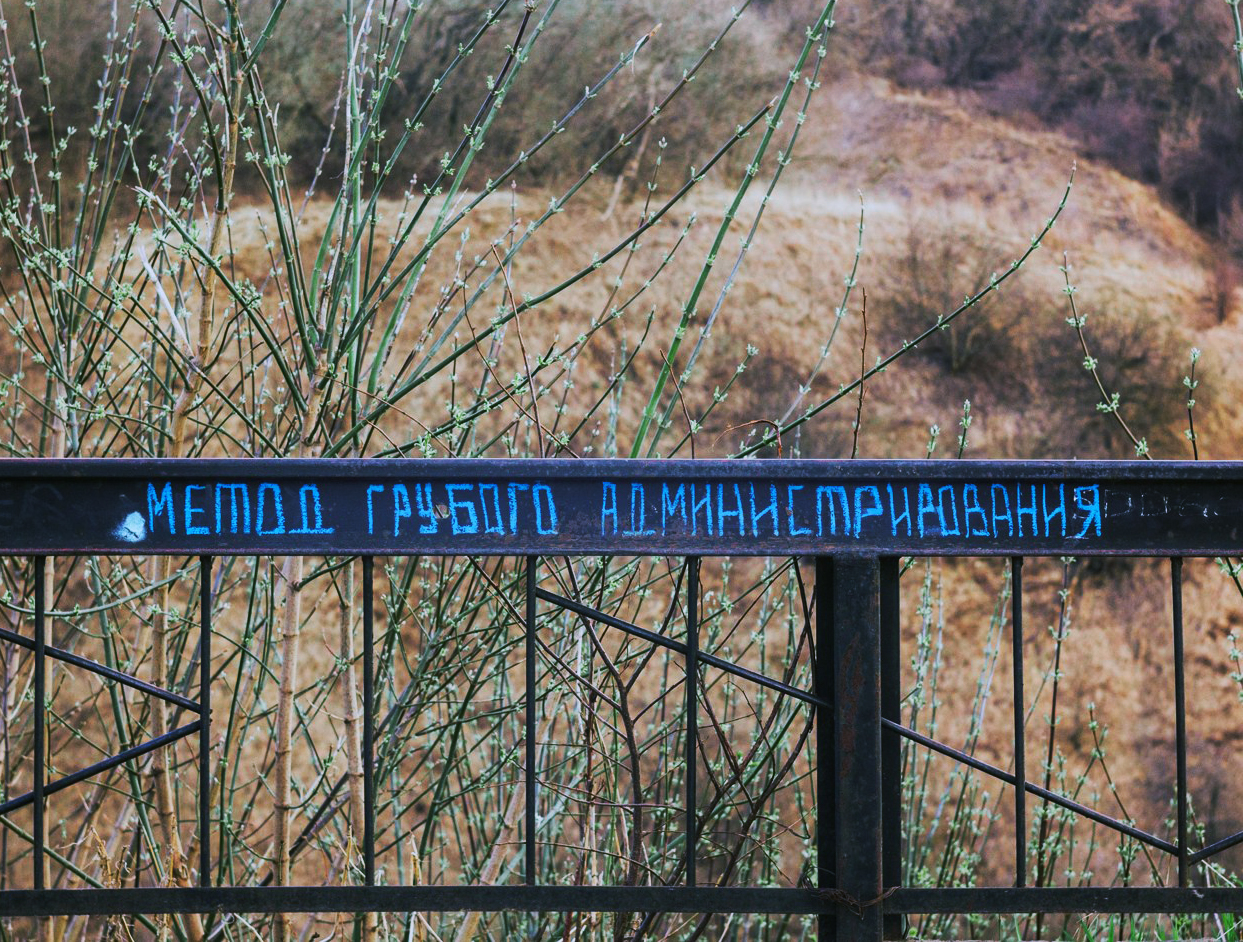
Синий Карандаш: «Метод грубого администрирования», 2018 (ул. Ярославская)
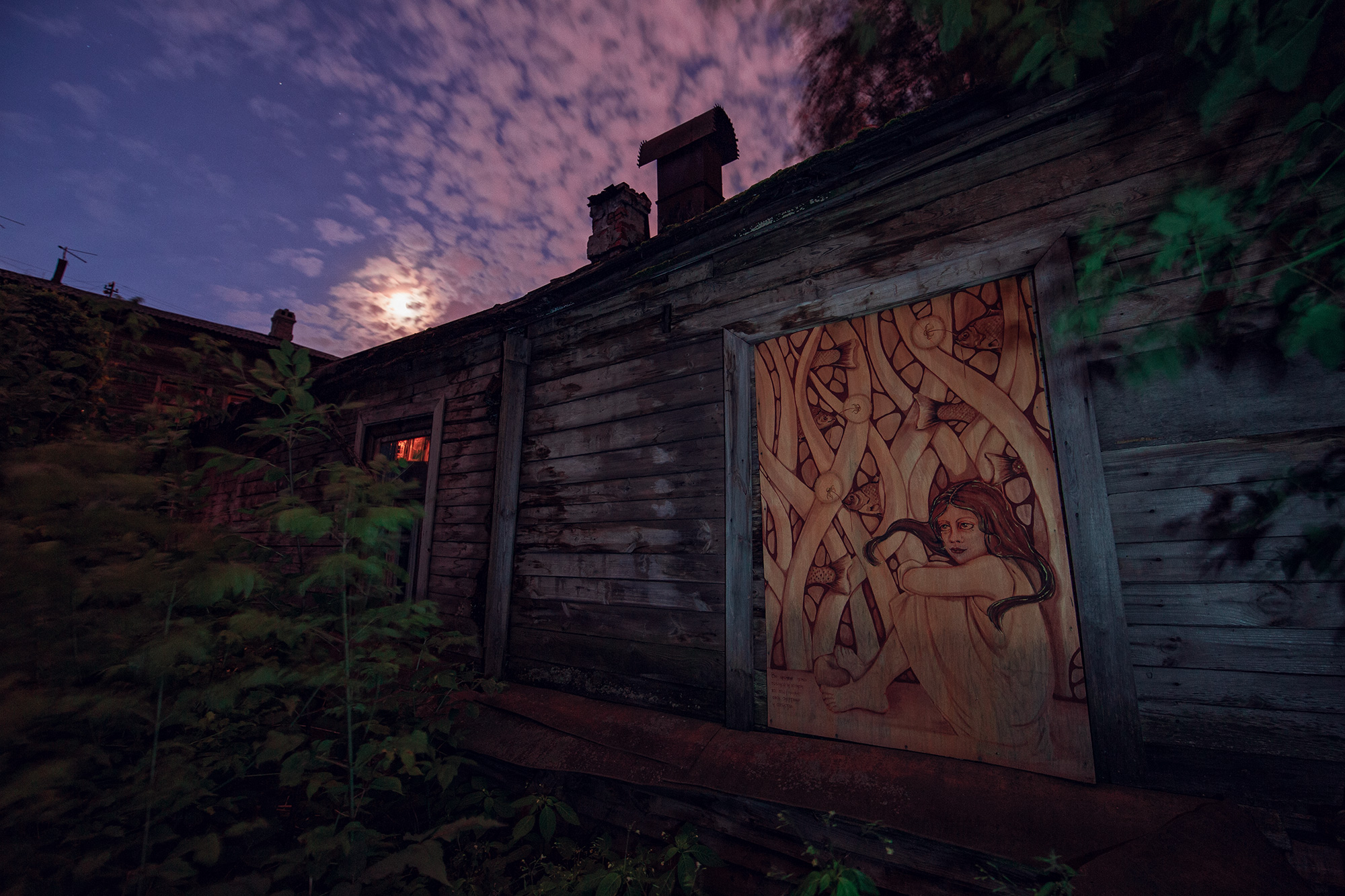
Елена Лисица: «На границе снов», 2018 (ул. Гоголя 4В)
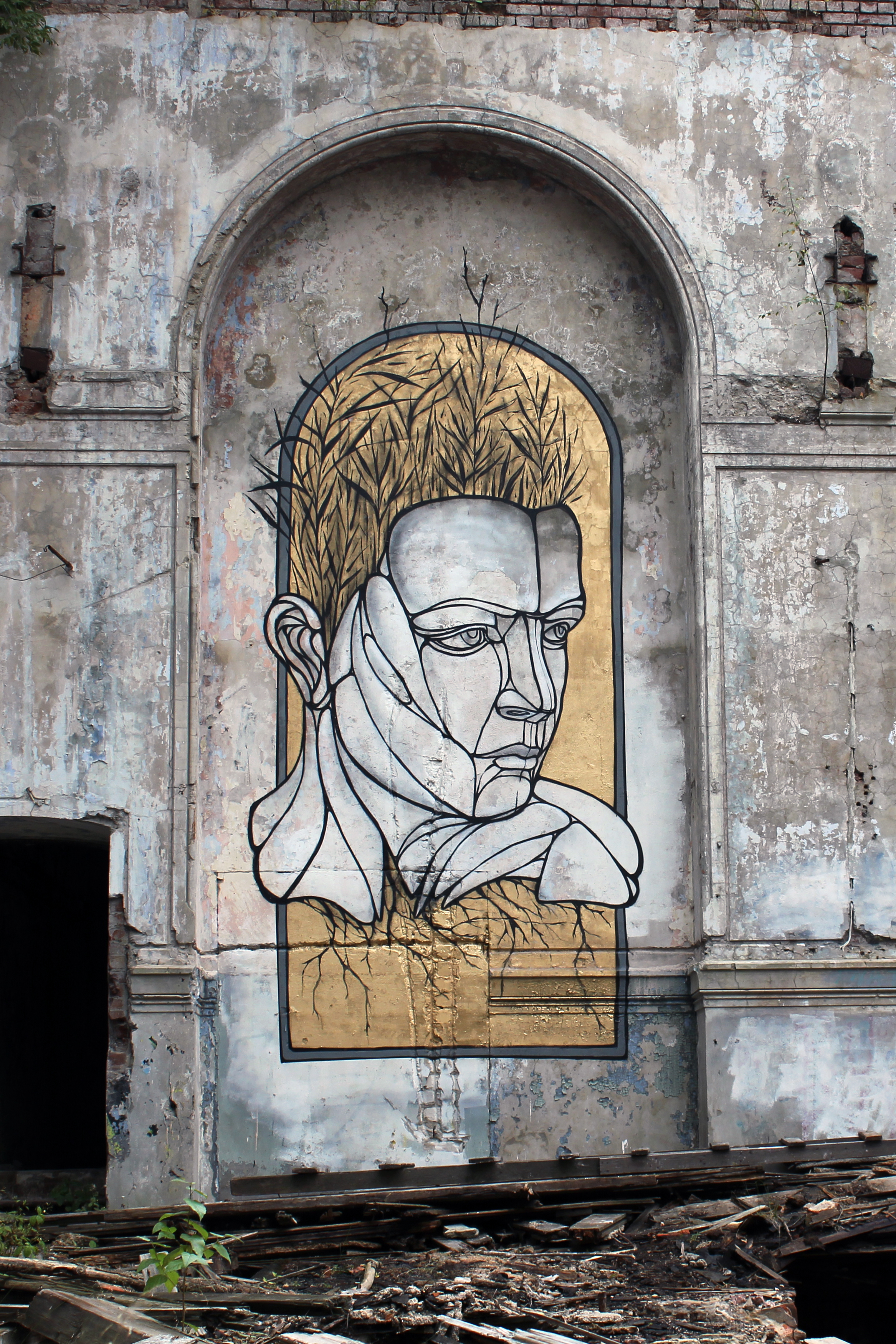
Никита Nomerz: «Ростки», 2017 (ул. Черниговская, 22)
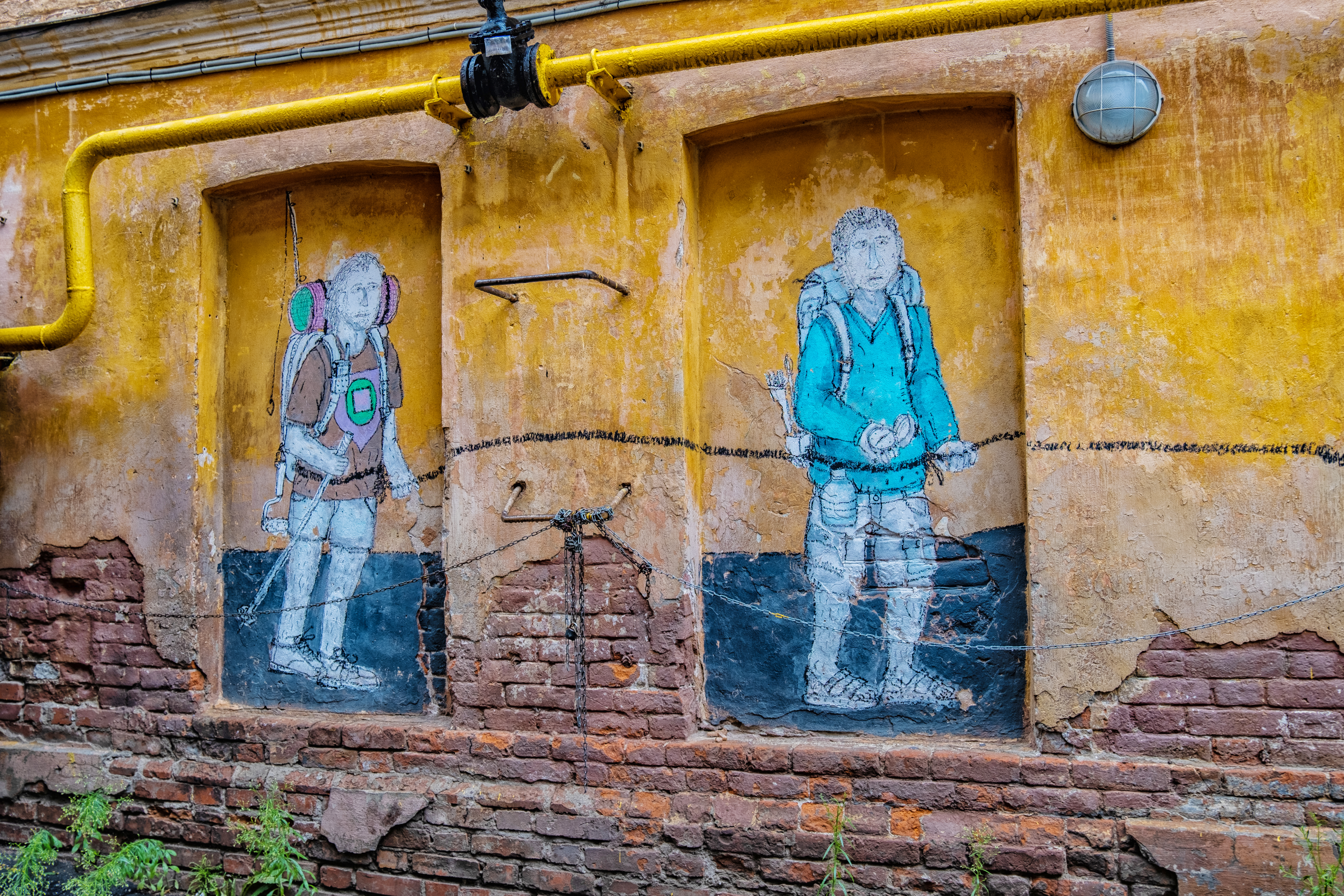
ТОЙ: «Туристы», 2014 (ул. Большая Покровская, 8)
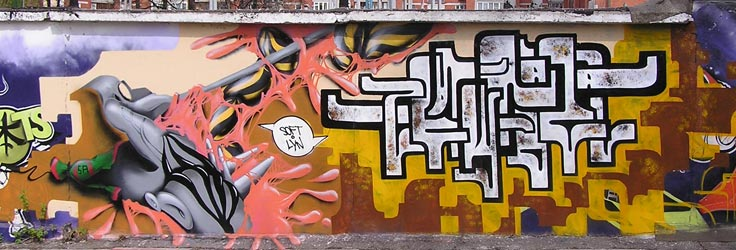
SMB crew: Без названия, 2007 (ул. Алексеевская, д. 30а)
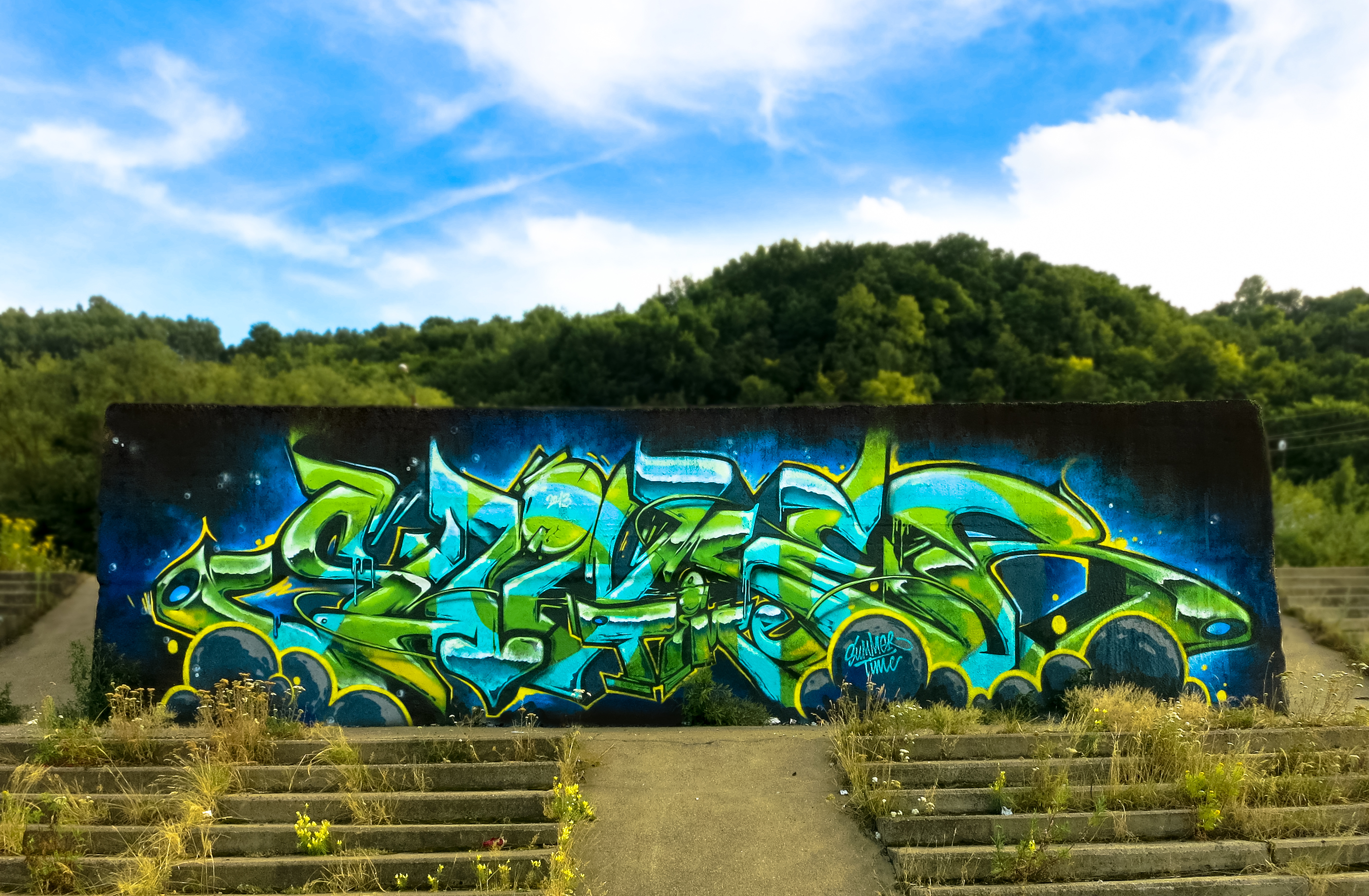
StanOne: «Summertime», 2013 (наб. Гребного канала)
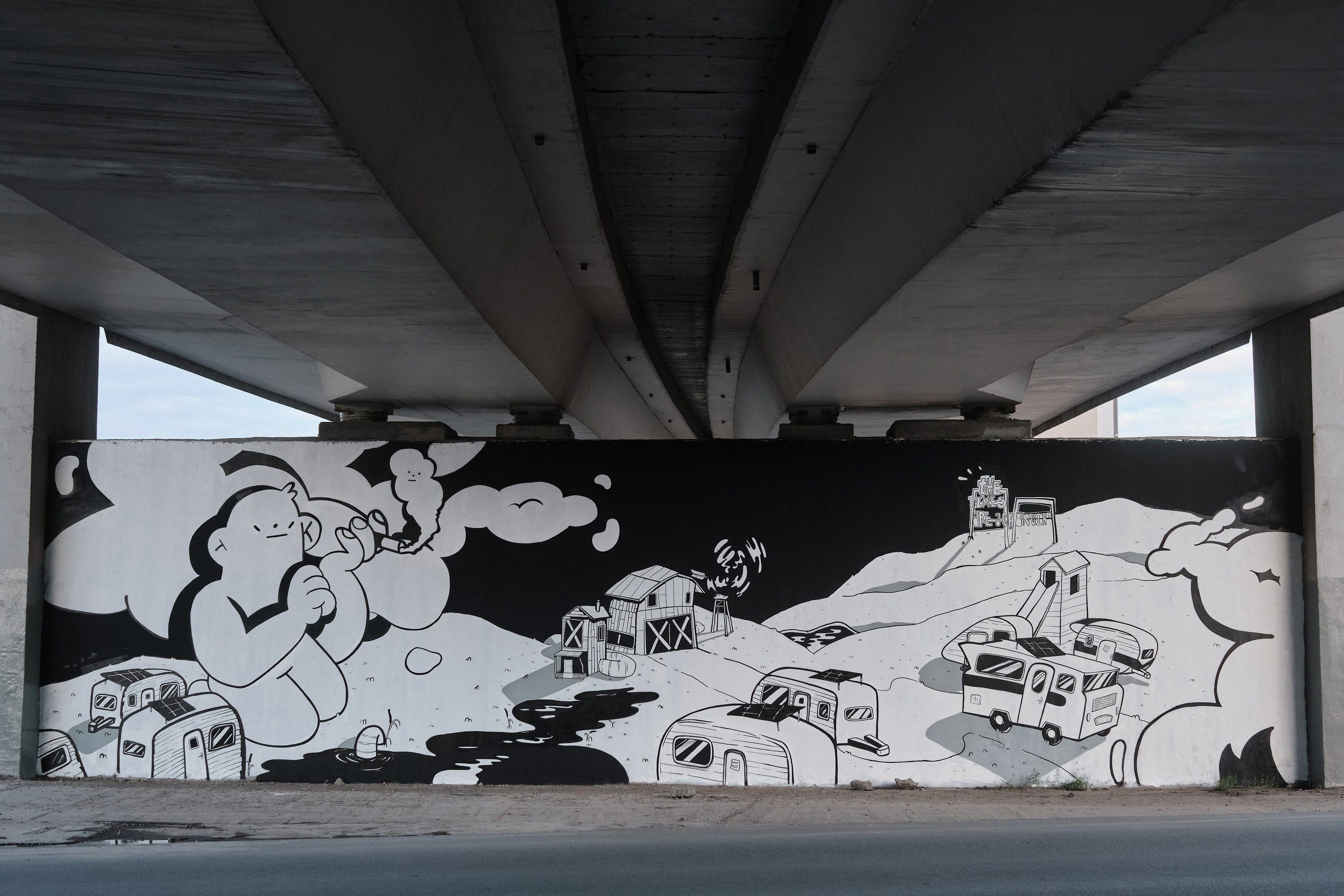
Максим Трулов и Ксюша Ласточка: «New world order», 2020 (ул. Марата)
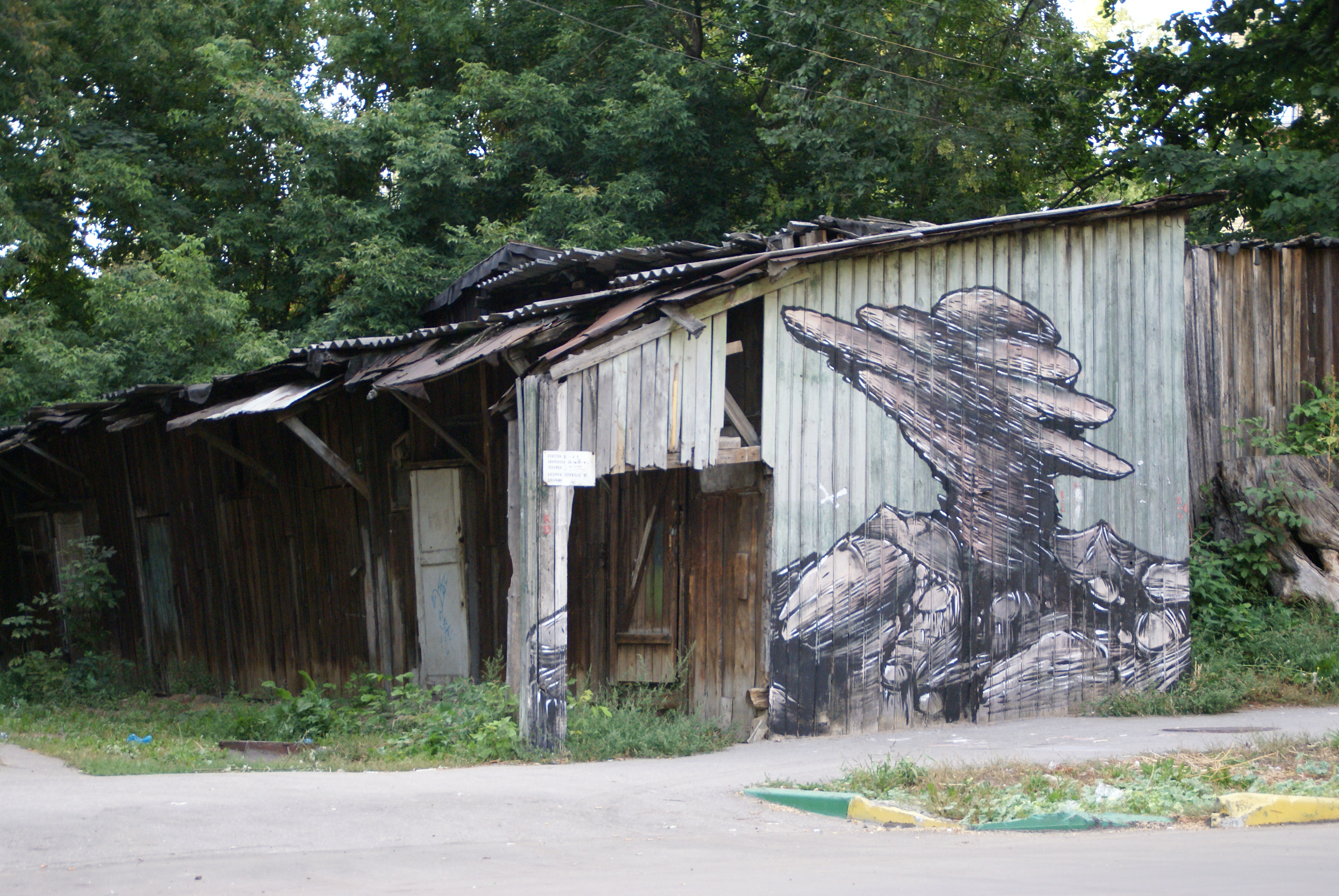
Артем Филатов: «Скала», 2012 (ул. Нестерова, 41)

## Печатные издания

### «Энциклопедия уличного искусства Нижнего Новгорода (1980—2020)»
В 2022 году была презентована печатная «Энциклопедия уличного искусства Нижнего Новгорода (1980—2020)». Издание посвящено уличному искусству Нижнего Новгорода, которое включает в себя многие художественные практики — граффити, стрит-арт, городские интервенции, уличные перформансы, акции и т. д. Энциклопедия содержит биографические справки о ключевых нижегородских уличных художниках разных поколений и направлений, словарь с терминологией, относящейся к граффити и стрит-арту, обзор знаковых для уличного искусства локаций и работ приезжих авторов. Основой издания стала статья, содержащая подробную хронологию уличного искусства Нижнего Новгорода с 1980 по 2020 год. В ней отражены ключевые события, оказавшие влияние на стиль локальной сцены, — от его зарождения в пространстве одного города до трансформаций в контексте общероссийского и мирового стрит-арт-опыта. Составителем энциклопедии выступил Никита Nomerz.

### «Краткая история нижегородского уличного искусства»
В 2019 году вышла книга «Краткая история нижегородского уличного искусства». В издании нижегородское уличное искусство определяется как художественное направление, сформировавшееся в 2010-е годы и объединившее локальных художников Андрея Дружаева, Федора Махлаюка, Антона Морокова, Андрея Оленева, Артема Филатова, Якова Хорева, Владимира Чернышева и команду «ТОЙ». Книга включает в себя множество фотографий, документирующих проекты художников. Авторы книги: Артем Филатов и Алиса Савицкая.

### «Нижегородская Чертовщина»
В 2017 году в Нижнем Новгороде состоялся выпуск первого номера малотиражного локального журнала «Нижегородская Чертовщина». Основное внимание его авторы уделили граффити-бомбингу. Параллельно в поддержку проекта стал функционировать одноименный паблик с обзором граффити Нижнего Новгорода. Авторы проекта — нижегородские райтеры Никита Этогде и Никита Мера.

### «Urban Roots»
В 2006 году состоялся выпуск первых двух номеров всероссийского «Urban Roots». Создателем и редактором журнала стал нижегородский граффити художник Александр Stan. Изначально основное внимание уделялось классическому граффити-райтингу в городах СНГ, а затем в номерах журнала были представлены и зарубежные художники. В 2012 году состоялся крайний выпуск печатного журнала, со временем проект стал функционировать только в формате интернет-блога с обзором отечественного и зарубежного граффити и стрит-арта.

## Документальные фильмы
- 2016 — «Теплые стены»[48] — документальный фильм про фестиваля уличного искусства «Новый Город: Древний» (режиссер: Дмитрий Степанов)
- 2017 — «В открытую»[49] — документальный фильм про уличное искусство в России (режиссер: Никита Nomerz)
- 2018 — «Место’18»[50] — документальный фильм про фестиваль уличного искусства «Место» (режиссеры: Антон Семериков и Никита Nomerz)
- 2019 — «Стрит-арт. Философия прямого действия»[51] — документальный фильм про уличное искусство в России. (Телеканал Культура).
- 2020 — «Движ»[52] — документальный фильм про уличное искусство в России. (Телеканал Москва 24).
- 2020 — «Место’20»[53] — документальный фильм про фестиваль уличного искусства «Место» (режиссер: Борис Дементьев)
- 2021 — Документальный фильм «Oh my Град: Нижний Новгород»[54] (режиссер: Глеб Мамонов)
- 2021 — Документальный фильм «Граффити 800»[55] — документальный фильм про граффити продакшен «Граффити 800» (режиссер: Виктор Осин)
- 2022 — «Место’21»[56] — документальный фильм про фестиваль уличного искусства «Место» (режиссер: Борис Дементьев)

## Мнения
Валентин Дьяконов, арт-критик, обозреватель газеты «КоммерсантЪ», автор журнала «Артхроника»:
«Нижегородский стрит-арт отличается тем, что выделяет самую архаическую форму человеческого общежития из наличествующих в городе и разрабатывает соответствующую эстетику. В работах художников Нижнего чувствуется потусторонняя меланхолия в духе „Ночной фиалки“ Блока, Данте Габриэля Россетти и ансамбля Death In June. Кажется, что авторы этой „школы“ передвигаются по городу на легких каноэ, и это не удивительно, учитывая, что Волга и Ока играют поистине титаническую градообразующую роль в Нижнем. Очарование фактуры и живописность для художников с улиц других городов в высшей степени не свойственны: в основном в мыслящем современно сегменте стрит-арта распространены концептуальные стратегии. Столь же редок для стрит-арта культ одиночества и стремление затруднить, а не изменить навигацию по городу с помощью искусственных зарослей и гигантских растений. Если уличное искусство в целом скорее стремится вернуть человека в город, заросший коммерцией и частными интересами, то художники Нижнего, наоборот, хотят убрать человека из города и поместить в медитативное, деревенское состояние.»
Олег Беркович, министр культуры Нижегородской области:
Уличное искусство — мощный инструмент гуманизации общественной среды. Художники её гуманизируют своими работами, им не нужно мешать. Им нужно помогать. При этом наша позиция — не пытаться форматировать, а давать им творить. Наша задача в том, чтобы художники самореализовывались, получали удовольствие и привлекали художников из других городов и стран. Тогда в городе будет движ.
Нижегородский стрит-арт — одно из самых самобытных направлений регионального искусства. И, конечно, фестиваль «Место» — главное стрит-арт событие города — привлекает с каждым годом все больше внимания не только нижегородцев, но и туристов. Объекты фестиваля гарантированно становятся точками притяжения. Благодаря художникам Нижний не только внешне преображается, но и становится местом рождения и трансляции новых смыслов.
Максим Калашников, журналист, www.stnmedia.ru:
Нижегородский стрит-арт как явление (не путать с вандализмом, тегированием, надписями, с одной стороны, и с веселыми зверьками, восточными девушками и танками — с другой) — творчество очень локальных художников. «Нижегородскость» — их особенность № 1. Отсюда — работы на деревянных домах, отсюда — освоение заброшенных городских пространств (территорию «за синим забором» на Нижневолжской набережной уже называют «музеем нижегородского стрит-арта»). То, к чему мы привыкли и чем «замылили» свой глаз, вдруг вновь стало обращать на себя внимание. То, что погибает, погибает вместе с произведениями уличного искусства.
Творчество нижегородских стритартеров узнаваемо, потому что очень специфично и по своей теме, и по использованным цветам. Никаких вызывающих элементов, много темного и эфемерного. Тонкие линии и приглушенные тона. Чем меньше — тем лучше.
Анна Нистратова, куратор, сотрудник «Института исследования стрит арта»:
Когда я стала ездить по России у меня сложилось мнение, что как и раньше Россия была каким-то набором отдельных княжеств, так и сейчас у каждого города есть свой уклад, который невозможно сравнить с другими местами. Стрит-арт в Нижнем Новгороде радикально отличается от Екатеринбурга, Москвы или Владивостока или Калининграда или Самары.
Нижний Новгород выделяется на карте, я бы сказала мировой. Благодаря городской ситуации, обилию старой архитектуры и деревянных или заброшенных домов, выселенных заводских территорий, уличное искусство расцвело ярким цветом. Это очень старый город с богатейшей историей и прекрасным местоположением. До революции там была огромная международная ярмарка, Нижегородский край всегда был центром художественных промыслов, купечества и технических нововведений. Все это вместе, на мой взгляд, наложило отпечаток на современную ситуацию с уличным искусством. Наши художники несмотря на то, что они совсем молодые люди, кажутся мне продолжением всей этой большой культурной истории, которая тянется несколько сотен лет. Когда ребята начали рисовать на улице они были подростками и эволюционировали под воздействием и города и среды. Началось уличное движение лет 10 назад. За это время, с тех пор, что они увлеклись граффити и западным уличным искусством им удалось постепенно выработать свой собственный «нижегородский» стиль, что произошло и под воздействием деревянной архитектуры и всего вышеперечисленного.
То есть если говорить о русском стрит-арте, то стрит-арт в Нижнем Новгороде — это наверное и есть русский стрит-арт. Он сильно отличается от всего остального.